# C. R. Narayan Rao
C.R. Narayan Rao  (15 de agosto de 1882 – 2 de enero de 1960) fue un  zoólogo y herpetólogo indio. Fue uno de los editores fundadores de la revista Current Science. En reconocimiento a su trabajo pionero sobre los anfibios indios, el género Raorchestes lleva su epónimo.

## Biografía
Originario de Coimbatore; estudió en Bellary y en el Madras Christian College bajo el profesor Henderson, quien dirigió el Departamento de zoología. Después de obtener sus títulos de grado y posgrado y una medalla de oro por su dominio académico, obtuvo un diploma en enseñanza. Así, enseñó en Coimbatore y en Ernakulam, antes de mudarse al Central College de Bangalore donde organizó el Departamento de zoología y lo dirigió hasta su retiro en 1937.

## Contribuciones
Su papel en la ciencia y la investigación se consideran significativos, ya que participó en la integración de la investigación en la educación universitaria. Junto con Sir Martin Onslow Forster; y, con otros científicos indios, ayudaron a fundar la revista Current Science en julio de 1932, trabajando en línea con Nature. Fue su primer editor; y, en uno de sus primeros editoriales, abogó por la coordinación de las actividades científicas en la India, una petición que ayudó a crear la Academia de Ciencias de la India.
El profesor Rao se especializó en ranas y su taxonomía. Así, nombró (con su abreviatura zoológica "Rao") y describió varias especies de ranas, y su trabajo sobre las cavidades de ranas arquentéricas y de segmentación se considera una contribución importante a nuestra comprensión del desarrollo de los anfibios. Describió el nuevo género de la familia Microhylidae Ramanella.
El profesor Rao presidió la sección de zoología del Congreso de Ciencias de la India en 1938 en Lahore. Su relato del óvulo ovárico del loris delgado fue presentado a la Royal Society por James Peter Hill en las últimas conferencias croonianas.

## Obra

### Algunas publicaciones
- Notes on some south Indian Batrachia. Records of the Indian Museum XII (1915)

- Notes on the tadpoles of Indian Engystomatidae. Records of the Indian Museum XV (1918)

- Some new species of cyprinoid fish from Mysore. Annals and Magazine of Natural History (1920)

- On the structure of the ovary and ovarian ovum of Loris lydekkerianus. Quarterly Journal of Microscopic Science LXXI (1927)

- Notes on the fresh water-fish of Mysore. Journal of Mysore University I (with Seshachar B. R., 1927)

- Observations on the habits of the slow loris, Loris lydekkerianus. Journal of Bombay Natural History Society XXXII (1932)

- Tadpoles of a genus not recorded from India. Current Science 6(9):455–456. (1938)

## Honores

### Eponimia
El género Raorchestes se nombró con su epónimo.

## Abreviatura (zoología)
La abreviatura Rao  se emplea para indicar a C. R. Narayan Rao como autoridad en la descripción y taxonomía en zoología.

- Datos: Q2930457
- Especies: C. R. Narayan Rao